# Mastère spécialisé
Der Mastère spécialisé (MS) (englisch Advanced Master oder Specialized Master)  ist ein postgraduales generalistisches Management-Studium oder ingenieurwissenschaftliches Studium, das alle wesentlichen Managementfunktionen abdecken soll. MS ist auch die Bezeichnung für den durch dieses Studium erworbenen akademischen Grad.

## Studienorganisation
Die Regelstudienzeit eines Vollzeitstudiums liegt zwischen einem und zwei Jahren, was 60 bis 120 ECTS-Punkten entspricht.